# Doppelmuldenfalzziegel

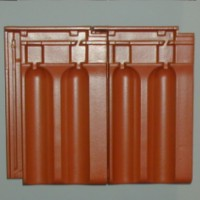
Doppelmuldenfalzziegel

Der Doppelmuldenfalzziegel ist eine Weiterentwicklung des Falzziegels. Er besitzt eine doppelte Nut auf der einen und zwei Rippen auf der anderen Seite. Durch die Entwicklung des Pressdachziegels gewann seine Fertigung an Präzision. Dieser sturmsichere Dachziegel wird in fast allen Regionen Deutschlands eingesetzt.

## Vorgeschichte
Ein Falzziegel mit einfacher Nut wurde von den Brüdern Gilardoni aus Altkirch bereits 1841 patentiert. Weil der Patentschutz damals nur zehn Jahre anhielt, kopierten viele Ziegeleien ab 1850 diesen sogenannten Herzziegel, und die Gilardonis patentierten am 21. März 1851 einen Ziegel mit doppelter Nut (tuile à double emboîtement), der an der Weltausstellung Paris 1855 ausgezeichnet wurde.

## Pressdachziegel
Pressdachziegel sind mit Hilfe von Stempelpressen, meist Revolverpressen, zwischen einer Ober- und einer Unterform ausgepresste Dachziegel. 
Solche Pressdachziegelmodelle mit Kopf- und Seitenfalzen wurden 1881 von Wilhelm Ludowici, dem technischen Leiter der Falzziegelwerke Carl Ludowici auf der Basis des Herzziegels als Z1 entwickelt und verhalfen dem Unternehmen zum wirtschaftlichen Durchbruch. 